# 霍穆捷齊河
霍穆泰茨河（烏克蘭語：Хомутець），是烏克蘭中部的河流，屬於普肖爾河的右支流。該河發源自斯托夫比涅，流經波爾塔瓦州的盧布尼區，河道全長30公里。